# Јуриј Иванович (кнез Дмитровски)
Јуриј Иванович (23. март 1480 — 8. март 1536) — удеони кнез Дмитровски (1505—1534), други син великог кнеза московског Ивана III Васиљевича из брака са великом кнегињом Софијом Фоминичном Палеолог. Крштено име: Георгије. Члан династије Рјурикович.

## Биографија
Од октобра 1495. до марта 1496. године, пратио је оца у Новгородском походу.
У јануару 1498. године, пратио је велику кнегињу Рјазањску Ану Васиљевну до Николо-Угрешског манастира: „... и велики кнез је отпусти са великом чашћу и са многим даровима, а кнез Јуриј и бољари је испратише до Угреша“. Учествовао је у многим дворским церемонијама. У фебруару 1498. године, био је присутан на именовању кнеза Димитрија Ивановича Унука за великог кнеза - савладара великог кнеза Ивана III, где га је обасипао златницима и сребрњацима док је напуштао Успенски храм и улазио у Архангеловски и Благовештенски храм. Године 1503. учествовао је на црквеном сабору, где је можда заузео другачији став од свог оца и старијег брата Василија о власништву над црквеним земљиштем.
Године 1505, након смрти свог оца великог кнеза Ивана III и према његовом тестаменту, кнез Јуриј Иванович је добио градове Дмитров, Звенигород, Кашин, Рузу, Брјанск и Серпејск као своју удеону кнежевину, као и поседе у Москви и околини Москве и део великокнежевске ризнице. Регистрација удеоне кнежевине је обављена у лето - јесен 1504. Исте године, под покровитељством његовог оца великог кнеза Ивана III, закључен је уговор између кнеза Јурија Ивановича и великог кнеза Василија III са обавезом верног служења удеоног кнеза свом старијем брату.
У септембру 1505. године био је присутан на свадбеној прослави великог кнеза - савладара Василија III и велике кнегиње Соломоније Јурјевне Сабурове. Наводно је у јануару 1506. године учествовао и у прослави венчања казанског царевића Худај-Кула (Петра Ибрахимовича) са својом млађом сестром кнегињом Евдокијом Ивановном. Исте године, његов брат велики кнез Василије III га је укључио у дискусију о питањима спољне политике у вези са Казанским канатом. Војска удеоног кнеза Јурија Ивановича, под његовом командом, 1506. године учествовала је у руско-казанском рату 1505-1507, као и у руско-литванском рату 1507-1508. године.
Вероватно је између октобра 1508-1509. године, дошло до сукоба између кнеза Јурија Ивановича и великог кнеза Василија III. Из докумената који су дошли до нашег времена, познато је да су кнеза Јурија у Дмитрову окружили шпијуни, који су извештавали Москву о свим његовим корацима и плановима. Такође је познато да је кнез Јуриј желео да оде у Литванију због неслагања са својим братом, великим кнезом Московским Василијем III Ивановичем, али уз посредовање игумана Јосифа Волоцког, браћа су се помирила (познате су две поруке игумана кнезу).
Помињао се на челу своје војске у три похода на Смоленск током Руско-литванског рата 1512-1522. године. Током 1520-их, односи између кнеза Јурија Ивановича и великог кнеза Василија III поново су постали затегнути око питања наслеђивања престола због одсуства наследника на трон великог кнеза Московског.
Године 1521, током препада кримског кана Мехамеда I Гираја, кнез Јуриј је био са великим кнезом Василијем III у Волоколамску. Лета 1522. године предводио је руске трупе у Серпухову. Године 1525. био је присутан на суђењу у храму на којем је осуђен Максим Грк.
У јануару 1526. године поменут је на другом венчању великог кнеза Василија III са кнегињом Јеленом Васиљевном Глинском. Око 1527/28. године, покушали су да пребегну кнежеви Иван Михајлович и Андреј Михајлович Шујски, али на захтев великог кнеза Василија III, кнез Јуриј Иванович их је изручио.
У августу 1531. године закључен је нови уговор између кнеза Јурија Ивановича и великог кнеза Московског, према којем се дмитровски кнез Јуриј Рјурикович обавезао да ће верно служити великом кнезу Василију III и његовом сину великом кнезу Ивану IV Васиљевичу Грозном.
У фебруару 1533. године позван је на венчање свог млађег брата кнеза Андреја Ивановича и кнегиње Ефросине Андрејевне Хованске.
Допринео је изградњи цркава на свом имању. Његовим средствима, између 1509. и 1533. године, изграђена је Успенска црква у граду Дмитрову, која је сачувана до данас. 1521-1523. године, Тројичка црква Тројице Макарјевског манастира Калјазин. Приликом оснивања овог манастира откривене су нетлене мошти светог Макарија Калјазинског, канонизованог 1547. године од стране Руске православне цркве. Био је у преписци са митрополитом московским и све Русије, Данилом.

### Прогонство и смрт
Не постоје директни подаци из руских извора о непријатељским акцијама и заверама кнеза Јурија Ивановича против његовог брата, великог кнеза Василија III, иако су гласине о њима биле релативно раширене у Великом војводству Литванији и суседним земљама. У октобру 1533. године, био је у посети код великог кнеза московског Василија III, али су му сакрили чињеницу о болести његовог старијег брата, која је већ била почела. Како је наложено, кнез Јуриј Иванович је хитно стигао у престоницу 23. новембра, где је 30. новембра био присутан када је велики кнез Василије III издао усмена упутства митрополиту и удеоним кнежевима.
Одмах након смрти великог кнеза Василија III, целивао је крст пред митрополитом Данијелом у знак оданости великом кнезу Ивану IV Грозном и великој кнегињи Јелени Глинској. Учествовао је у сахрани свог брата 4. децембра и у „крунисању“ великог кнеза Ивана IV Грозног у Успенском сабору Московског Кремља 6. децембра.
Кнез Јуриј Дмитровски је ухапшен 11. децембра 1533. године одлуком бољара, сведока тестамента великог кнеза Василија III и старатеља малолетног великог кнеза Ивана IV Грозног, уз формалну дозволу велике кнегиње Јелене Глински.
Године 1536. умро је у затвору јер је имао највећа права на престо, након смрти свог старијег брата великог кнеза Василија III, током намесништва велике кнегиње Јелене Глинске за време владавине малолетног великог кнеза Ивана IV. Његово наслеђе је припојено Московској кнежевини. Сахрањен је у Архангеловској цркви Московског Кремља.
Политичка рехабилитација кнеза Јурија Ивановича догодила се 1549. године одлуком „сабора за помирење“, када су спроведена упутства његовог тестамента у вези са доприносима манастирима.

## Хронике и извори
Воскресенска хроника извештава о догађајима на следећи начин: „Једанаестог дана истог месеца децембра“, кнез Јуриј Иванович послао је свог писара Третјака Тишкова кнезу Андреју Михаиловичу Шујском са понудом да пређе у његову службу. Кнез Андреј Шујски је изјавио да је дмитровски кнез тек „јуче“ (у контексту недавно) целивао крст великог кнеза Ивана IV, а „сада зове људе од њега“. Чиновник је изјавио да су бојари „довели Јурија Дмитровског заробљеног да га пољуби“, али сами нису „заклели се на истину“ за великог кнеза Ивана IV, што чини заклетву неважећом и односи између удеоних кнежева увек су се градили на споразумима и стога се кнез Јуриј Иванович сматра слободним од заклетве. Хроника не извештава о одговору кнеза Андреја Шујског, али хроничар затим пише о разговору између кнеза Андреја Шујског и његовог рођака, кнеза и бољара Бориса Ивановича Горбатија-Шујског, кога је обавестио о предлогу кнеза Јурија Ивановича. Кнез Борис Иванович Грбав је пријавио овај разговор бољарима, а они су га испричали великој кнегињи Јелени Глинској, која их је подсетила на заклетву коју су положили и, „штитећи сина и земљу“, „наредила је да се кнез Јуриј ухвати и стави у ланце иза страже у одаји где је претходно седео кнез Димитрије Унук“. Кнез Јуриј Иванович је „ухваћен“ 11. децембра.
Хроничар почетка царства описује ове догађаје сасвим другачије. Према његовој верзији, није било планова за побуну против младог великог кнеза Ивана IV, а све што се догодило објашњено је сплеткама ђавола, који је инспирисао бојаре идејом да, будући слободан, кнез Јуриј Иванович представља претњу великом кнезу Ивану IV Грозном. Браћа Шујски су раније желела да ступе у службу удеоног кнеза Јурија и по пуштању из затвора након смрти великог кнеза Василија III, одлучили су да испуне своје жеље, али и да га „уздигну на велику краљевину“. Хроника даље пише да је кнез Андреј Шујски покушао да убеди кнеза  Бориса Горбатија да оде, али овај није желео да изда, а сам кнез Андреј Шујски је пријавио кнеза Јурија Ивановича и кнеза Бориса Горбатија. Обавестио је велику кнегињу Јелену Глинску да га је кнез Борис Горбати наговорио да оде код кнеза Јурија Ивановича, а удеони кнез Јуриј му је послао своје људе са позивом да му служе. Кнез Борис Горбати је успео да се оправда када је велика кнегиња Јелена сазнала да је „кнез Андреј лагао, а кнез Борис рекао истину“. Након тога, бојари су рекли великој кнегињи Јелени Глинској да је потребно ухватити кнеза Јурија, који је рекао бојарима: „Урадите то како вам одговара.“ Аутор хронике је нагласио да кнез Јуриј Иванович није имао никакве планове и није слушао упозорења својих бољара, који су му јавили о његовом хапшењу.
Лавовска хроника даје верзију о невиности кнеза Јурија Ивановича.
Никонов летопис, према Оболенском списку, понавља верзију Васкршњег летописа.
Царска књига понавља текст Васкршњег летописа, која признаје кривицу удеоног кнеза Јурија.
Руски хронограф је навео да је кнез Јуриј Иванович заробљен десетог дана након смрти великог кнеза Василија III и смештен „у собу где је седео кнез Василије Шемјачич“.
„Књига степени“ показује да је кнез Јуриј Дмитровски ухапшен по одлуци бољара, који су се плашили организовања побуне.
Постников летописац је известио да су, заједно са удеоним кнезом Јуријем, ухапшени и смештени у Насипну комору.
Пискаревски летописац понавља податке из Воскресенске хронике.
Вологодско-пермски и Новгородски IV летопис написали су да је кнеза Јурија Ивановича заробио велики кнез Иван IV Грозни и „ставио га у тврђаву у дворишту у комору“, што није тачно, јер је тада имао три године.
У отпусној књизи је писало: „Исте године, кнез Јуриј Иванович Дмитровски је дошао у Москву и желео је да седи у Москви после великог кнеза Василија Ивановича од целе Русије“.
С. Херберштајн је известио да су „мужевљева браћа“ била „окована у ланце“ од стране велике кнегиње Јелене Глинске.
Велики кнез Иван IV Грозни је на Стоглавском сабору 1551. године рекао о бољарима: „Као у помраченом уму, усудили су се да ухвате браћу мог оца. И када желим да се сетим њихове неопходне смрти и немилосрдног мучења, бризнем у плач и у миру долазим и молим их за опроштај за своју младост и незнање“.

## Мишљења историчара

### Крив
С.М. Соловјов је закључио да је кнез Јуриј Иванович заиста предузео кораке да ојача свој положај позивајући московске службенике да му служе.
А.А. Зимин је веровао да је кнез Јуриј Иванович ухапшен одлуком Бојарске думе. Према његовим речима, већина гласова у Думи припадала је кнезу Андреју Шујском и њиховим присталицама, а они су „у једном тренутку били склони да се фокусирају на удеоног кнеза“, па како су завереници онда могли да одлуче да га ухапсе?
С. М. Каштанов је написао да кнез Јуриј Иванович прави планове за преузимање власти, али заједно са владом и кнегињом Јеленом Глинском, чему се активно супротстављао кнез Андреј Иванович Старицки, који је био уплашен јачањем удеоногног кнеза. Био је слободнији са младим великим кнезом Иваном IV Грозним као владарем. Међутим, историчар је признао да је хапшење кнеза Јурија претворило кнеза Андреја Старицког у противника владе.
Пре подне Сахаров је закључио да је након смрти великог кнеза Василија III, група племића предвођена кнезом Јуријем Ивановичем ковала заверу против младог великог кнеза Ивана IV Грозног и његових старатеља. Бољари и кнежеви Шујски су играли истакнуту улогу, али је завера откривена и бојари су ухапсили удеoног кнеза Јурија.
Н.И. Шатагин је закључио да је кнез Јуриј иступио против московске владе, због чега је послат у затвор.
И.И. Смирнов је био уверен да кнез Јуриј Иванович заиста припрема побуну уз учешће кнеза Андреја Шујског, а неуспех побуне је одређен чињеницом да завереници нису били у стању да привуку значајне снаге на своју страну, што је омогућило да се претња отклони хапшењем удеоног кнеза Јурија.
Н. Е. Носков је имао сличан став као и И.И. Смирнов: „Јуриј је говорио против свог младог братанца, надајући се да ће постићи пренос великог кнежевства у своје руке“.
Р. Г. Скрињиков је веровао да је кнез Јуриј Дмитровски, преко својих поверљивих особа, заправо позвао московско племство у своју службу.

### Није крив
Н. М. Карамзин је приметио да је кнез Јуриј Иванович највероватније био оклеветан од стране бољара, који су желели да га униште „у нади да ће деловати самовољно на штету Отаџбине“.
С.Ф. Платонов пише о „денунцијацији“ кнеза Јурија Дмитровског, након чега су га ухапсили владајући бољари по договору са великом кнегињом Јеленом Глинском.
М. Н. Тихомиров је био склон верзији да кнез Јуриј Иванович није лично крив за оно што је оптужен и да није позвао војнике Москве у своју службу. Међутим, историчар је признао да су његове слуге водиле сличне преговоре иза његових леђа.
А. Л. Јурганов је писао да је судбина кнеза Јурија Ивановича одређена на састанцима са великим кнезом Василијем III и бојарским старатељима пре смрти великог кнеза Василија III.
М. М. Кром је признао да је сам велики кнез Василије III издао наређење да се ухапси његов брат кнез Јуриј Иванович у случају било каквих компликација и да је његово хапшење дело бољара, без учешћа велике кнегиње Јелене Глинске.
Д. М. Володихин прилично контрадикторно примећује да с једне стране признаје чињеницу „чудних преговора“ удеоног кнеза са Шујским кнежевима, али с друге стране напомиње да је „тешко утврдити у којој мери су браћа Василија III заправо настојала да заузму великокнежевски престо и да су ковала побуну“.
И. И. Фројанов помиње учешће странаца у припреми побуне.
А. Л. Коржињин је дошао до закључка да је хапшење кнеза Јурија Ивановича извршено по наређењу бољара и уз сагласност велике кнегиње Јелене Глинске.